# Українці Лівану
Українці Ливану — особи з українським громадянством або національністю, які перебувають на території Лівану. Лише на початку 2010-х років було зорганізовано українську діаспору в окрему спілку.

## Історія
Перша хвиля міграції українців до Лівану була спричинена поразкою українських визвольних змагань 1918—1920 років та громадянською війною в Росії. Другий етап розпочався в середині 1960-х років й триває до цього часу. Він обумовлений укладенням змішаних шлюбів, переважно громадянок України (раніше СРСР) з ліванцями, які навчалися в ВНЗ України.
Трудові мігранти в Лівані представлені переважно українськими митцями, спортсменами й тренерами. В Лівані перебуває також певна кількість громадянок України, які працюють у закладах розважального характеру. Точну їх кількість встановити складно, оскільки вони, прибуваючи до Лівану, не стають на консульський облік.
Переважна більшість українців, які зараз проживають у Лівані (близько 5 тис. осіб) — це люди середнього віку та молодь. На кінець 2009 року на консульському обліку в Посольстві України в Лівані перебуває 2 412 громадян України. Більшість з тих, хто перебуває на постійному консульському обліку (183 особи), мають вищу освіту, працюють викладачами, перекладачами, фармацевтами, лікарями, медсестрами, інженерами тощо.
Серед тих, хто перебуває на тимчасовому консульському обліку (2 227 осіб), більшість непрацюючих. Українці проживають компактно у великих містах: Бейрут, Триполі, Сайда, Тір, Захле.
З липня 2000 по серпень 2006 року 3-й український окремий інженерний батальйон виконував миротворчу місію у складі Тимчасових сил ООН у Лівані (ТСООНЛ — UNIFIL)
Події в Україні, пов'язані з Російською збройною агресією, 2014 року розкололи громаду на власне українську і менша проросійську. Водночас ще більше згуртували україномовну частину діаспори, було посилено співробітництво з Посольством України в Лівані. Спільними діями діаспори і посольства вдалося домогтися створення у 2017 році українського парку в Баабді.

## Культурні потреби. Організації
В Лівані функціонують Товариство лівансько-української дружби, Клуб випускників ВНЗ України в Лівані, який працює з випускниками України. У Лівані 2010 року створено Український Культурний Центр в Бейруті. Це недержавна громадська організація, а тому не отримує фінансової підтримки від України. Центра влаштовує культурні та патріотичні заходи, при цьому працюють класи української та арабської мов, влаштовуються різні освітні заходи.
Тривалий час Посольство України в Лівані займалося виключно технічними, офіційними питаннями. Лише у 2014 році українській громаді у Посольстві України в Лівані надано приміщення для організації святкових подій, насамперед Дня Незалежності України, Дня Державного Прапора України, Дня вишиванки.
Тут діє Українська греко-католицька церква, яка проводить численні культурні та мистецькі заходи спільно з українською громадою, що популярні не лише серед українців, але і серед ліванців. Православні українці свої релігійні потреби задовольняють в храмах Антіохійської православної церкви Лівану.